# 北海ゲルマン語の鼻音の消失
北海ゲルマン語の鼻音の消失（ほっかいゲルマンごのびおんのしょうしつ、英: Ingvaeonic nasal spirant law）は、北海の沿岸部の西ゲルマン語で起きた音韻の変化をいう。 

## 内容
サクソン方言、フリジア方言、英語では母音-鼻音-摩擦音と並ぶときに鼻音が脱落して代償延長が生じる（-ns->-s-、-mf->-f、-nþ->-þ-。）以下は主に現代語による例である。オランダ語では鼻音が脱落しない単語もある。
- ゲルマン祖語 *tanþ- ＞英語 tooth、古フリジア方言 tōth（低地ドイツ語 Tähn、オランダ語 tand、現代ドイツ語 Zahn）
- ゲルマン祖語 *anþara- ＞ 英語 other、西フリジア方言 oar、東フリジア方言 uur、古サクソン方言 āthar （ドイツ語・オランダ語 ander- [þ→d]）
- ゲルマン祖語 *fimf ＞ 英語five、フリジア方言 fiif、東フリジア方言 fieuw、オランダ語 vijf、低地ドイツ語 fiev、fief （ドイツ語 fünf）
- ゲルマン祖語 *samft- ＞ 英語soft、フリジア方言 sêft、低地ドイツ語 sacht、オランダ語 zacht[ft→xt] （ドイツ語 sanft）
- ゲルマン祖語 *gans- ＞ 英語goose、フリジア方言 goes、低地ドイツ語 Goos（オランダ語 gans、ドイツ語 Gans）